# منتخب الاتحاد السوفيتي للكرة اللينة للسيدات
منتخب الاتحاد السوفيتي للكرة اللينة للسيدات هو ممثل الاتحاد السوفيتي الرسمي في المنافسات الدولية في الكرة اللينة للسيدات .